# Gustav Walz (Agrarwissenschaftler)

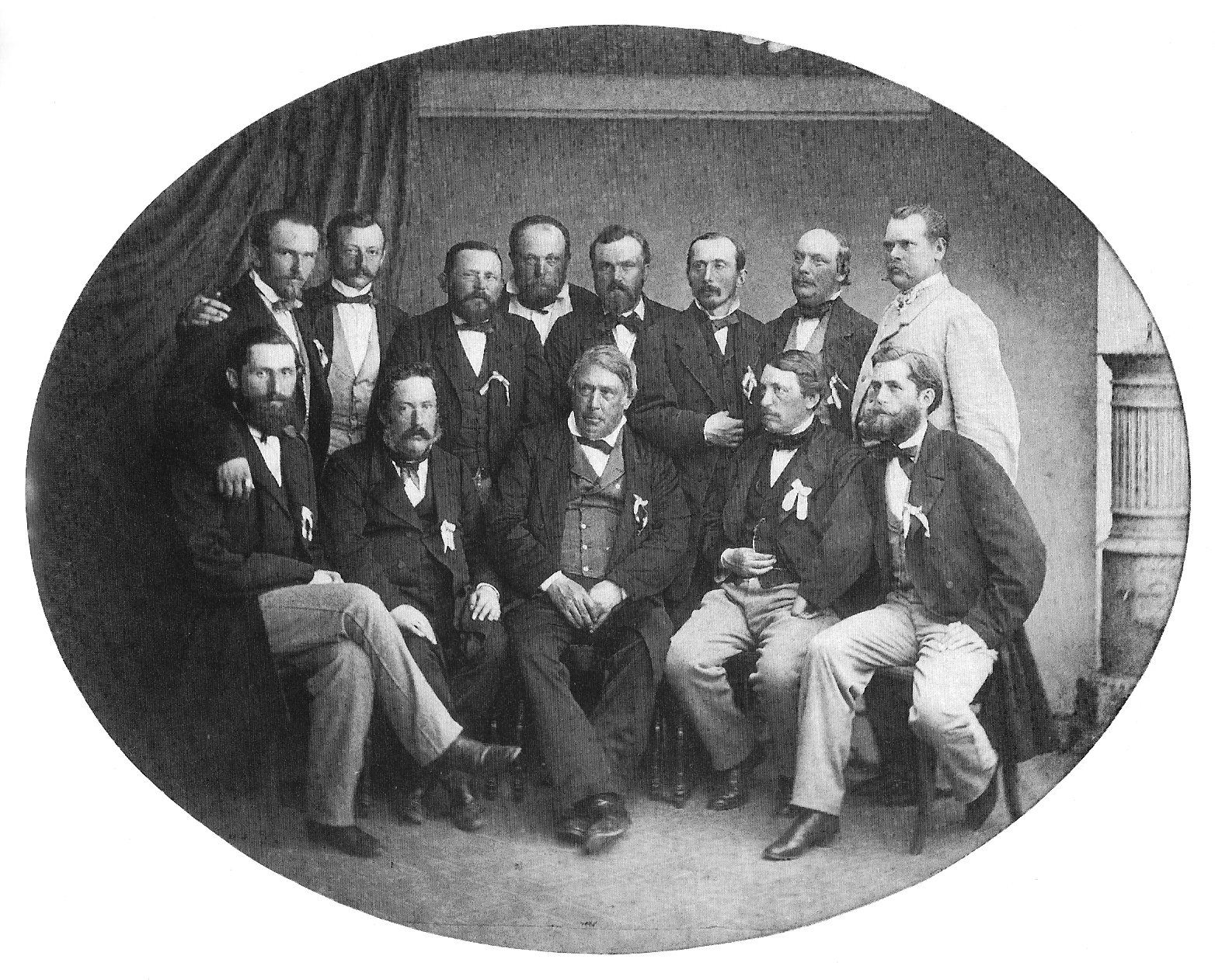
Gustav Walz als Direktor der Landwirtschaftlichen Akademie Hohenheim mit seinen Kollegen, um 1865

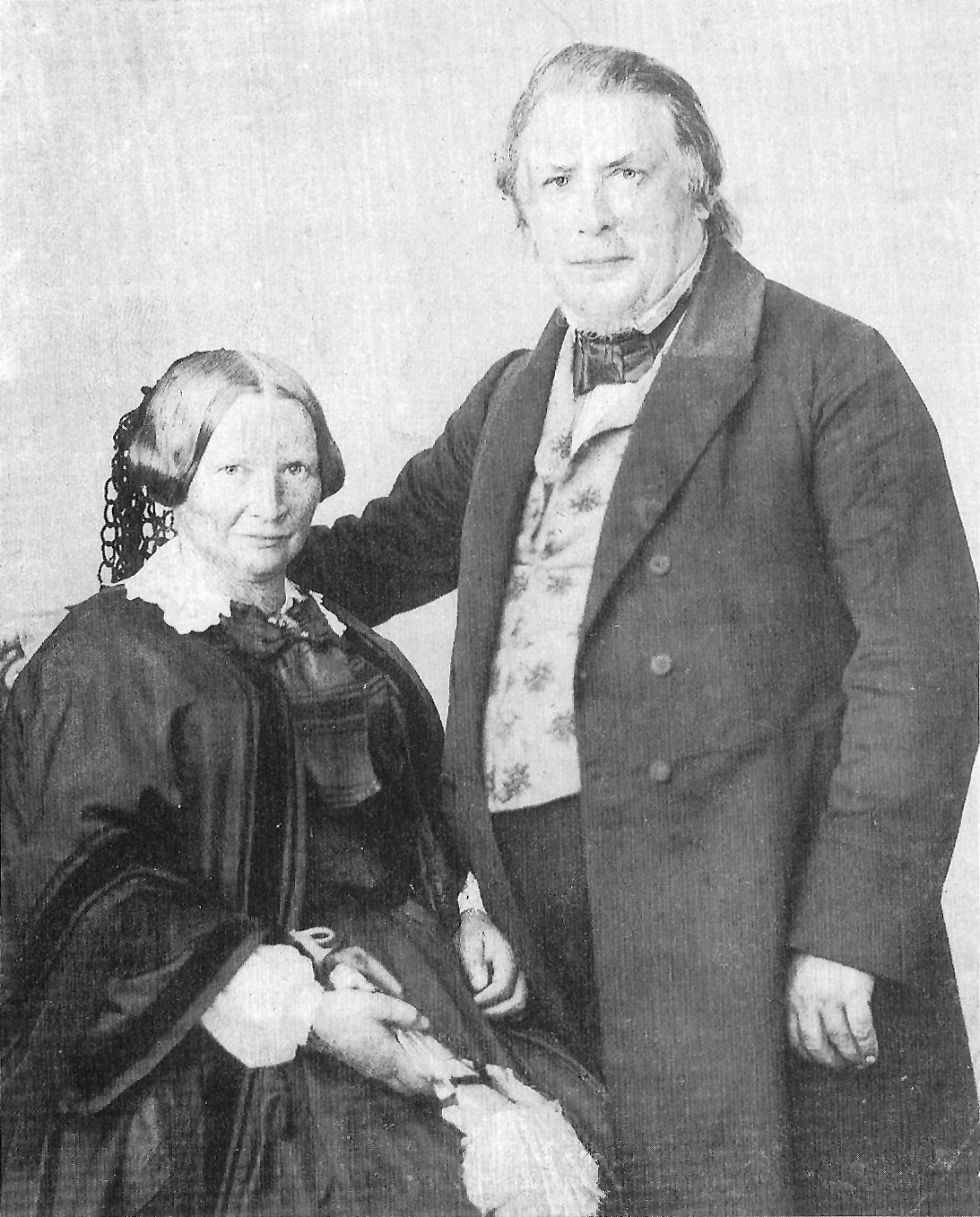
Gustav Walz mit seiner Frau Sophie geb. Schurr, um 1870

Gustav Walz, ab 1853 Gustav von Walz, (* 30. Dezember 1804 in Stuttgart; † 30. Oktober 1876 ebenda) war ein deutscher Agrarwissenschaftler. Von 1850 bis 1865 leitete er als Direktor die land- und forstwirtschaftliche Akademie in Hohenheim. Er war der Vater der Wohltäterin und Frauenrechtlerin Mathilde Weber.

## Leben und Wirken
Gustav Walz war ein Sohn des Stuttgarter Apothekers Ferdinand Friedrich Walz (1766–1816) und der aus vermögender Familie stammenden Maria Christina geb. Nagel (1770–1814). Seit 1821 studierte er Landwirtschaft in Hohenheim, absolvierte ab 1823 eine landwirtschaftliche Lehre auf einem Gutsbetrieb in Schlesien, kehrte 1825 für ein halbes Jahr nach Hohenheim zurück und studierte anschließend zwei Semester Naturwissenschaften an der Universität Tübingen. 1828 erwarb er ein 75 Hektar großes Gut bei Ellwangen, das er selbst bewirtschaftete. 1842 wurde ihm die Leitung der ersten in Württemberg gegründeten Ackerbauschule in Ellwangen übertragen und ihm der Titel Ökonomierat verliehen.
Von 1850 bis 1865 leitete Walz als Direktor die land- und forstwirtschaftliche Akademie Hohenheim. Er hielt Vorlesungen über Pflanzenbau, landwirtschaftliche Betriebslehre und landwirtschaftliche Baukunde. 1853 gründete er eine wissenschaftliche Zeitschrift unter dem Titel „Mittheilungen aus Hohenheim“. In den bis 1865 erschienenen sechs Heften entstammen mehrere Beiträge seiner Feder.
Die zweite Hälfte der Direktoratszeit von Walz stand im Zeichen der Auseinandersetzungen zwischen den Anhängen und Gegnern der agrikulturchemischen Lehren Justus von Liebigs. Nachdem der seit 1854 in Hohenheim lehrende Emil von Wolff in mehreren Beiträgen Liebigs Theorie von der Stickstoffernährung der Pflanzen kritisiert hatte, richtete Liebig seine Angriffe gegen die angebliche Rückständigkeit und Unwissenschaftlichkeit der landwirtschaftlichen Akademien vor allem gegen Hohenheim.
Walz hat sich in mehreren Beiträgen mit den Lehrsätzen Liebigs auseinandergesetzt. Aufgrund der Ergebnisse Hohenheimer Feldversuche konnte er nachweisen, dass bei der Anwendung naturwissenschaftlicher Erkenntnisse im Landbau auch die betriebswirtschaftlichen Gegebenheiten berücksichtigt werden müssen. Liebigs polemische Gegenschriften, vor allem seine Kritik an der überwiegend auf Stallmistdüngung basierenden Wirtschaftsführung des Hohenheimer Gutsbetriebes, haben Walz persönlich tief gekränkt. Dieser öffentlich ausgetragene Streit trug mit dazu bei, dass er 1865 den württembergischen König bat, ihn aus seinem Amt zu entlassen.
Während seines Ruhestandes beschäftigte sich Walz überwiegend mit agrarökonomischen Fragen. 1867 veröffentlichte die Cotta´sche Buchhandlung in Stuttgart sein umfangreiches Lehrbuch Landwirthschaftliche Betriebslehre. Eine zweite, von seinem Schwiegersohn Heinrich von Weber bearbeitete Auflage dieses Werkes erschien 1878, zwei Jahre nach seinem Tode.

## Nobilitierung
Gustav Walz wurde 1853 mit dem Ritterkreuz des Orden der Württembergischen Krone ausgezeichnet, welches mit dem persönlichen Adelstitel (Nobilitierung) verbunden war.

## Wichtigste Publikationen
- Über die Waldstreu. Zur Beherzigung für Land- und Forstwirthe. Cotta´sche Buchhandlung, Stuttgart 1850, 2. Auflage 1870.
- Ueber die Ernährung der Agrikultur-Pflanzen. Eine Beleuchtung der 50 Thesen des Freiherrn Justus von Liebig von landwirthschaftlicher Seite. Cotta´sche Buchhandlung, Stuttgart 1857 = Mittheilungen aus Hohenheim, Heft 3.
- Die Mineralstöffler und die Stickstöffler in der Landwirthschaft. Nebst einer Beleuchtung der neuesten chemischen Briefe des Freiherrn Justus von Liebig von Emil Wolff. Cotta´sche Buchhandlung Stuttgart 1858 = Mittheilungen aus Hohenheim, Heft 4.
- Abwehr der Angriffe des Freiherrn Justus von Liebig auf den Hohenheimer Wirtschaftsbetrieb. In: Mittheilungen aus Hohenheim. Heft 6, 1865, S. 1–61 und 119–129.
- Landwirthschaftliche Betriebslehre. Cotta´sche Buchhandlung, Stuttgart 1867; zweite, von Heinrich Weber durchgesehene und vielfach vermehrte Auflage, ebenda 1878.